# جغرافیای آلبانی
جمهوری آلبانی کشوری است در جنوب شرقی قاره اروپا که در امتداد دریای آدریاتیک قرار دارد. پایتخت این کشور تیرانا است. آلبانی آلبانی در شبه جزیره بالکان واقع شده و کوچک‌ترین کشور بالکان است که از شمال غرب با مونته‌نگرو، از شمال شرق با کوزوو، از سوی خاور با مقدونیه و از طرف جنوب و جنوب شرقی با یونان همسایه است. در سمت غربی آلبانی دریای آدریاتیک و در سمت جنوب غربی آن دریای ایونی قرار گرفته‌اند.
ساحل آلبانی در تنگه اوترانتو با ساحل ایتالیا ۷۲ کیلومتر فاصله دارد.
آلبانی بین مختصات عرض جغرافیایی ۳۸، ۲۹، ۳۹، ۴۲ از شمال و طول جغرافیایی ۱۶، ۱۹–۴، ۲۱ از شرق قرارگرفته‌است که تقریباً هم ارتفاع استوا و قطب شمال می‌باشد. وسعت آلبانی ۲۸٬۷۴۸ کیلومتر مربع و مرز آن با دریا بالغ بر ۳۱۶ کیلومتر می‌باشد. آلبانی اهمیت جغرافیائی مهمی دارد زیرا در محلی کلیدی واقع شده و کوتاه‌ترین بندرگاه از مدیترانه به بالکان و قاره آسیا است.
آلبانی کشوری کوهستانی است. حدود ۷۰ درصد از مساحت این کشور را کوه‌ها پوشانده‌اند. بلندترین کوه آلبانی، کوه کوراب است که ارتفاع آن به ۲۷۶۴ متر می‌رسد. این کشور دارای اقلیم معتدل مدیترانه‌ای است. تابستان‌ها در این کشور گرم و خشک و زمستان‌ها معتدل و مرطوب است. بارندگی در آلبانی به‌طور متوسط در حدود ۱۲۰۰ میلی‌متر در سال است.
آلبانی همچنین دارای چندین رودخانه مهم است که از جمله آنها می‌توان به رودخانه درین، رودخانه گنی و رودخانه سکورا اشاره کرد. آلبانی دارای خط ساحلی طولانی در امتداد دریای آدریاتیک است. این خط ساحلی حدود ۳۶۲ کیلومتر طول دارد و دارای سواحل صخره‌ای، شنی و ماسه‌ای است.
منابع طبیعی این کشور شامل نفت، گاز طبیعی، کروم، مس و طلا است. کشاورزی یکی از بخش‌های مهم اقتصاد آلبانی است. محصولات عمده کشاورزی این کشور شامل گندم، ذرت، انگور، زیتون و تنباکو است. دامداری نیز یکی از بخش‌های مهم اقتصاد آلبانی است. گوسفند، بز، گاو و اسب از جمله حیوانات اهلی مهم در آلبانی هستند. آلبانی در حال حاضر با چندین چالش زیست‌محیطی از جمله آلودگی هوا، آلودگی آب و تخریب جنگل‌ها مواجه است.

## ناهمواری‌ها
بیشتر آلبانی کوهستانی است با میانگین ارتفاع ۷۰۸ متر از سطح دریا و بلندترین قله آن، کوه کوراب در مرز مقدونیه، ۲۷۵۳ متر بلندی دارد. اکثر جمعیت در جنوب - مناطق پست مرکزی و در امتداد دشت ساحلی زندگی می‌کنند.
ساحل دریای یونان بسیار ناهموار است و در امتداد نوار ساحلی باریک آن خلیج‌های صخره‌ای کوه‌های پرشیبی دیده می‌شود که مستقیماً از کناره دریا اوج می‌گیرند. بلندترین نقطه در امتداد این ساحل در گذرگاه لوگارا قرار گرفته که بیش از ۱۰۰۰ متر ارتفاع دارد. فعالیت‌های زمین‌شناسی و فرسایش، غارهای زیادی را در پای این صخره‌ها ایجاد کرده‌است که برخی از آنها در دوران پیش از تاریخ نشیمن انسان بوده‌است.
سواحل آدریاتیک کم‌ارتفاع و دارای خلیج‌های حفاظت‌شده بزرگی (مانند خلیج‌های ولورا و دورس) است که از زمان‌های قدیم به عنوان بندر استفاده می‌شده‌است. رودخانه‌هایی که به دریای آدریاتیک می‌ریزند دشت‌های آبرفتی حاصلخیزی پدیدآورده‌اند که زیستگاه بسیاری از پرندگان آبزی و مهاجر است.

## آب و هوا

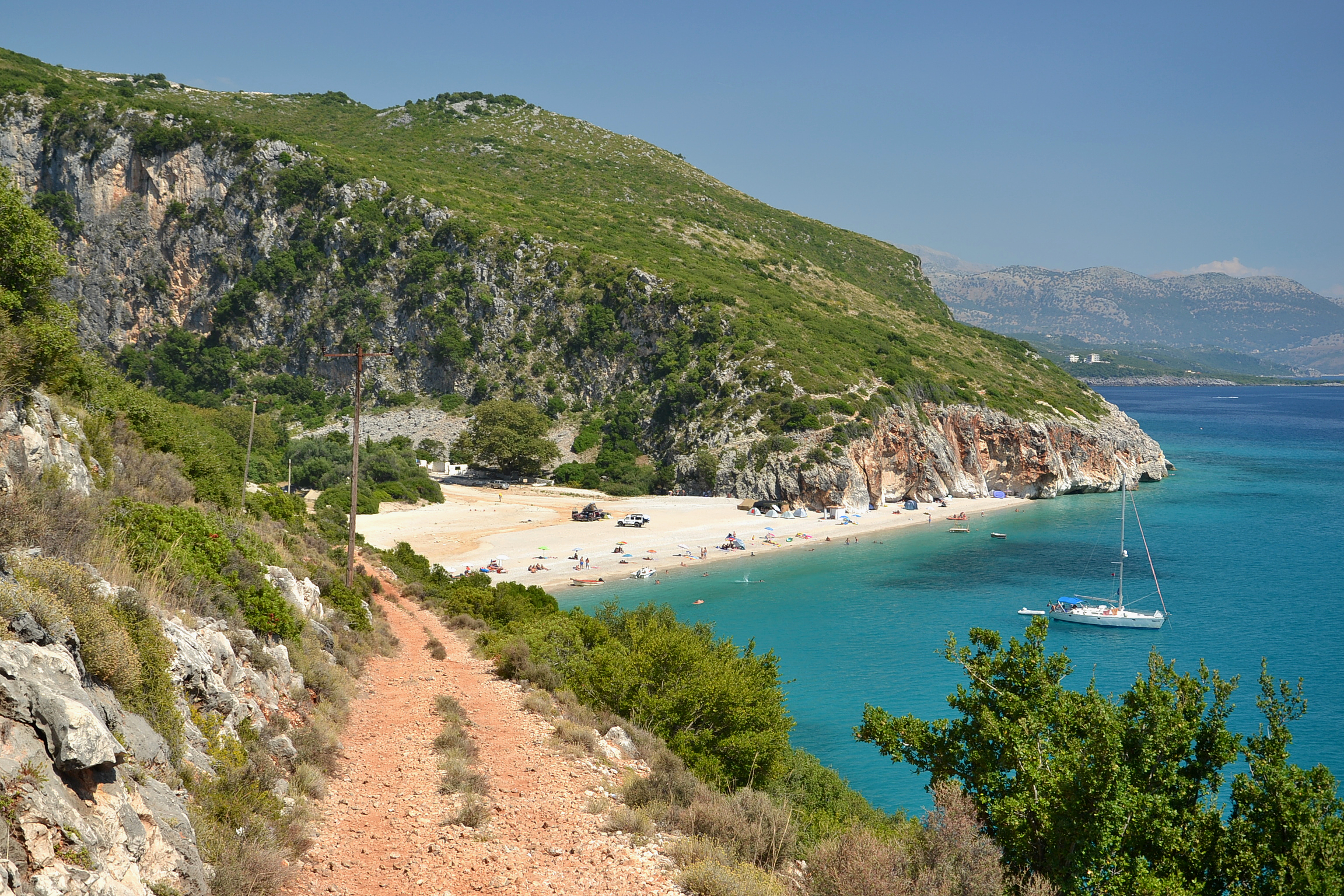
ساحل آلبانی

آلبانی آب و هوای نسبتاً معتدلی دارد. تابستان‌ها هوا گرم و خشک و زمستان‌ها هوا سرد و مرطوب است. اغلب خاک این کشور را کوه و تپه پوشانده‌است.
آلبانی در کمربند نیمه‌گرمسیری قرار دارد و آب و هوای آن مدیترانه است با زمستان‌های نسبتاً کوتاه و معتدل و تابستان‌های گرم و خشک. آب و هوای آلبانی از منطقه‌ای به منطقه دیگر با تضادهای زیادی از نظر دما، بارندگی، شدت آفتاب، رطوبت هوا و غیره روبه‌رو است. بارندگی سالانه به‌طور متوسط ۱۴۳۰ میلی‌متر در سال است که از غرب به شرق کاهش می‌یابد.
این کشور دارای آب و هوای معتدل مدیترانه ای است که به‌طور کلی با تابستان‌های گرم و خشک و زمستان‌های معتدل و مرطوب مشخص می‌شود. تابستان در آلبانی گرم و خشک است و میانگین دمای هوا در ماه ژوئیه و اوت به ۲۵ درجه سانتی‌گراد می‌رسد. بارندگی در تابستان کم است و بیشتر در ماه‌های ژوئن و سپتامبر رخ می‌دهد. زمستان در آلبانی معتدل و مرطوب است و میانگین دمای هوا در ماه‌های دسامبر و ژانویه به ۵ درجه سانتی‌گراد می‌رسد. بارندگی در زمستان بیشتر از تابستان است و بیشتر در ماه‌های نوامبر و فوریه رخ می‌دهد.
میانگین بارندگی سالانه در آلبانی ۱۲۰۰ میلی‌متر است. بارندگی در مناطق مختلف کشور متفاوت است و در مناطق کوهستانی بارندگی بیشتری نسبت به مناطق ساحلی رخ می‌دهد. رطوبت هوا در آلبانی به‌طور متوسط ۷۰ درصد است. رطوبت هوا در طول سال نسبتاً ثابت است و در مناطق ساحلی بیشتر از مناطق کوهستانی است.
آلبانی کشوری آفتابی است و به‌طور میانگین در سال ۲۵۰۰ ساعت آفتاب دارد. آفتاب در تابستان بیشتر از زمستان است و در مناطق جنوبی کشور بیشتر از مناطق شمالی است. باد در آلبانی به‌طور متوسط ۵ کیلومتر در ساعت سرعت دارد. باد در زمستان بیشتر از تابستان است و در مناطق ساحلی بیشتر از مناطق کوهستانی است.
تغییرات اقلیمی اثرات قابل توجهی بر آلبانی خواهد داشت. این اثرات شامل افزایش خطر خشکسالی، افزایش خطر سیل، کاهش تنوع زیستی و افزایش سطح دریا می‌شود.

## تقسیمات کشوری
کشور آلبانی به ۳۶ استان بخش شده‌است.
برخی از استان‌ها با هم تشکیل یک ناحیه می‌دهند. در آلبانی ۱۲ سامان وجود دارد.
پایتخت آلبانی یعنی شهر تیرانا وضعیتی جدا و ویژه دارد.

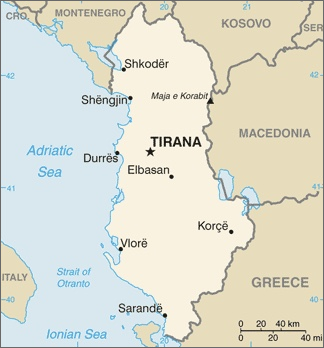

استان‌های آلبانی از این قرارند:
| - ۱ بِرات - ۲ بولچیزه - ۳ دِلوینه - ۴ دِوُول - ۵ دیبِر - ۶ دراج - ۷ اِلباسان - ۸ فیِر - ۹ جیروکاستِر - ۱۰ گِرامْش - ۱۱ هاس - ۱۲ کاوایه | - ۱۳ کولونیه - ۱۴ کورچه - ۱۵ کرویه - ۱۶ کوچوُوه - ۱۷ کوکس - ۱۸ کوربین - ۱۹ لِژه - ۲۰ لیبراژد - ۲۱ لوشنیه - ۲۲ مالِسی-اِ-ماده - ۲۳ مالاکاستر - ۲۴ مات | - ۲۵ میردیته - ۲۶ پِچین - ۲۷ پِرمِت - ۲۸ پوگرادِتس - ۲۹ پوکه - ۳۰ سارانده - ۳۱ اِشکودِر - ۳۲ اِسکراپار - ۳۳ تِپِلِنه - ۳۴ تیرانا - ۳۵ تروپویه - ۳۶ وِلوره |  |